# Anastasija Pavljučenkova
Anastasija Sergeevna Pavljučenkova, accreditata dalla WTA con la traslitterazione anglosassone Anastasia Pavlyuchenkova (in russo Анастасия Сергеевна Павлюченкова?; Samara, 3 luglio 1991), è una tennista russa.
In carriera si è aggiudicata 12 titoli, di cui due di categoria Premier (attuale WTA 500): Open GDF Suez 2014 e Kremlin Cup 2014. In doppio, invece, vanta 5 titoli, il più prestigioso il Premier Mandatory (attuale WTA 1000) di Madrid 2015.
Nei tornei del Grande Slam, in singolare, si è spinta fino alla finale al Roland Garros 2021 e fino ai quarti di finale in tutti gli altri tornei in entrambe le specialità.
Completa il suo palmarès l'oro olimpico vinto nel doppio misto in coppia con Andrej Rublëv alle Olimpiadi di Tokyo 2020.
Per quanto riguarda i migliori piazzamenti in classifica, in singolare ha raggiunto la 11ª posizione nel novembre del 2021, mentre in doppio alla 21ª nel settembre del 2013.

## Biografia
Allenata dal padre e dal fratello, è stata seguita anche da Patrick Mouratoglou. Proviene da una famiglia di sportivi: la nonna ha giocato nella nazionale sovietica di basket, il nonno è stato anch'egli cestista di buon livello, il padre è un ex canoista, la madre ha praticato il nuoto per molti anni. Anastasija si trova bene soprattutto sulla terra rossa.

## Carriera giovanile
Anastasija Pavljučenkova ha colto il suo primo importante successo vincendo l'Australian Open junior 2006, battendo Caroline Wozniacki. Si è poi imposta anche allo US Open su Tamira Paszek e ha difeso il titolo all'Australian Open 2007, sconfiggendo in finale Madison Brengle. Nel 2006 si è laureata campionessa mondiale under 18.

## Carriera da professionista

### 2005 - 2008
I suoi successi giovanili le hanno permesso di entrare nel giro dei tornei professionistici ITF e WTA. L'esordio avviene in Repubblica Ceca, al torneo di Praha Pruhonice nel dicembre 2005: batte al primo turno Sanja Ančić ma viene sconfitta subito dopo.
A maggio 2006 vince il suo primo torneo a Casale Monferrato sconfiggendo in finale l'italiana Stefania Chieppa. In ottobre riceve una wild card per partecipare alla Kremlin Cup, dove perde al primo turno da Nicole Vaidišová 6-3 6-3.
A gennaio successivo fallisce di poco la qualificazione agli Australian Open, perdendo con Julia Vakulenko all'ultimo turno di qualificazione. Nel 2007 non ottiene risultati di particolare rilievo, ma con due wild card partecipa al torneo di Wimbledon (fuori al primo turno per mano di Daniela Hantuchová 6-0 6-1 in 40 minuti) e all'US Open dove passa il primo turno su Betina Jozami, ma perde poi al secondo da Kira Nagy.
Nel 2008 è entrata tra le prime 100 sia in singolare (chiudendo l'anno al numero 45) che in doppio (numero 99). In singolo ha vinto i tornei ITF di Mosca, Minsk, Poitiers e Bratislava ed ha raggiunto i quarti a Palermo, oltre che il terzo turno a Wimbledon. In doppio ha conquistato il suo primo torneo maggiore a Fès in coppia con Sorana Cîrstea.

### 2009
Anastasija raggiunge la ventottesima posizione, grazie all'ottimo risultato ottenuto a Indian Wells dove ha raggiunto la semifinale battendo due top-10, Jelena Janković ed Agnieszka Radwańska. Anastasia ha anche fatto il suo esordio in Fed Cup giocando contro la nazionale italiana, ma nonostante un'ottima partita è stata sconfitta dalla Schiavone. Anastasia è stata poi eliminata dal torneo di Fès dall'ungherese Melinda Czink che l'ha estromessa al secondo turno.

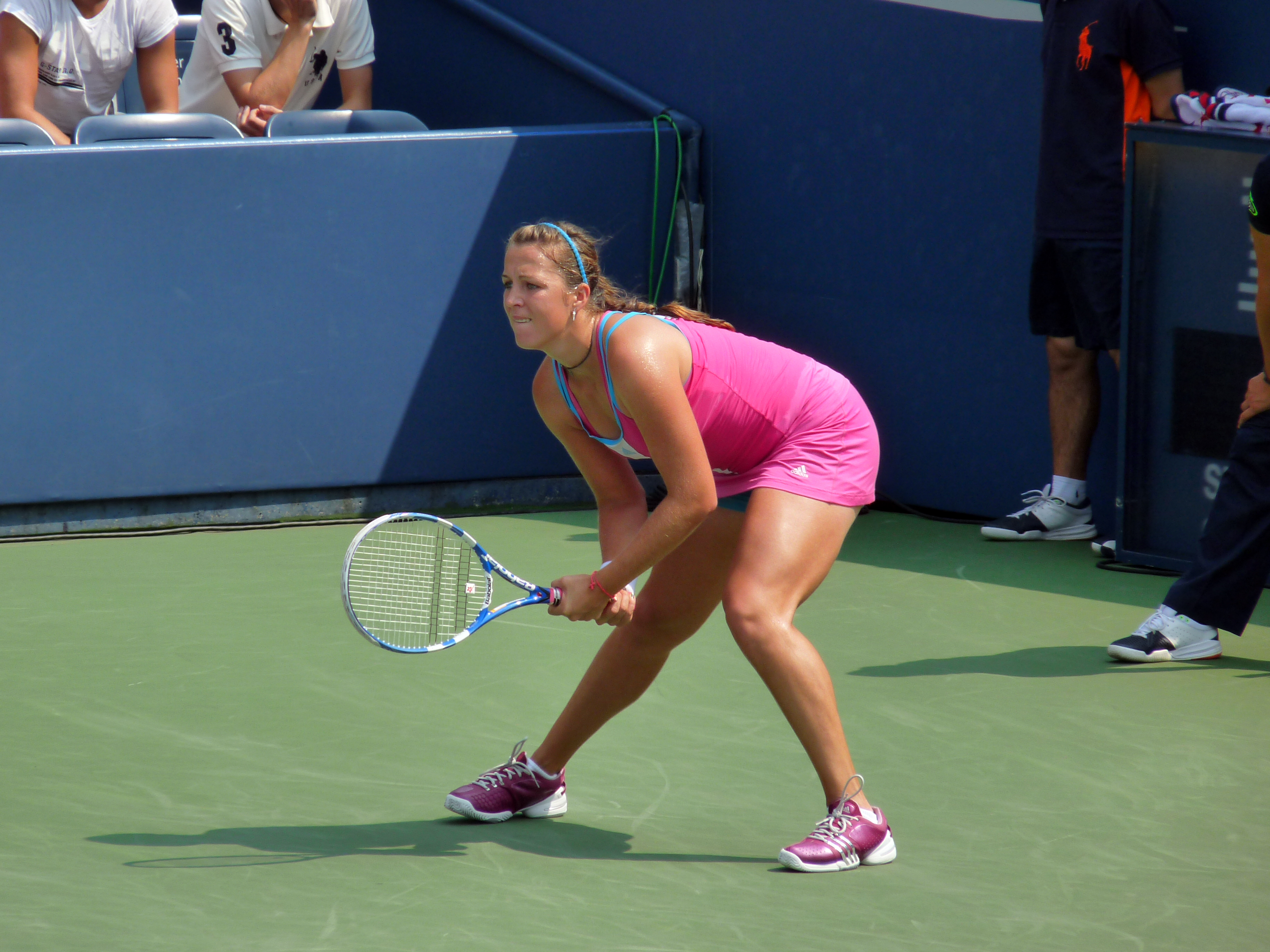
US Open 2011: Anastasija si prepara a rispondere

Anastasia si è spinta fino al terzo turno del Roland Garros dove ha però ceduto nettamente alla numero uno del mondo Dinara Safina. A Wimbledon Anastasia ha perso al secondo turno contro l'italiana Roberta Vinci in 2 set. Allo US Open viene sconfitta al primo turno da Melanie Oudin.

### 2010
Nel 2010, si vede la giovane russa migliorare in classifica: iniziando la stagione al numero 40 del mondo, infatti, Anastasia la conclude al numero 20, anche se poche settimane prima, si era posizionata anche alla numero 19. Nell'arco dell'anno riesce a vincere due tornei WTA: il primo a Monterrey battendo in ordine Anna Tatišvili, Polona Hercog, Klára Zakopalová, Anastasija Sevastova e Daniela Hantuchová. Il secondo invece ad Istanbul, dove batte Marta Domachowska, Magdaléna Rybáriková, Sorana Cîrstea, Jarmila Gajdošová e Elena Vesnina. Negli Slam ottiene il secondo turno agli Australian Open, il terzo turno al Roland Garros, il terzo turno a Wimbledon e il quarto turno agli US Open. Come miglior risultati della stagione, spiccano i quarti a Brisbane, i quarti a Dubai, il terzo e quarto turno ad Indian Wells e Miami, i quarti a Ponte Vedra Beach, i quarti a Portorose, le semifinali a Cincinnati e il terzo turno a Tokyo.

### 2011

Anastasija finalista al Brisbane International 2013

Nel 2011, ottiene il best ranking al numero 13 del mondo. Negli Slam ha raggiunto il terzo turno agli Australian Open, i quarti al Roland Garros, il secondo turno a Wimbledon e i quarti agli US Open. Vince un altro torneo WTA, sempre a Monterrey battendo in ordine Eléni Daniilídou, Melanie Oudin, Gréta Arn, Gisela Dulko e Jelena Janković. I miglior risultati della stagione sono la semifinale a Brisbane, il terzo e quarto turno ad Indian Wells e Miami, i quarti a Madrid, il terzo turno a Roma, i quarti a Baku, i quarti a New Haven e i quarti a Pechino. Conclude l'anno al numero 15 della classifica WTA.

### 2012

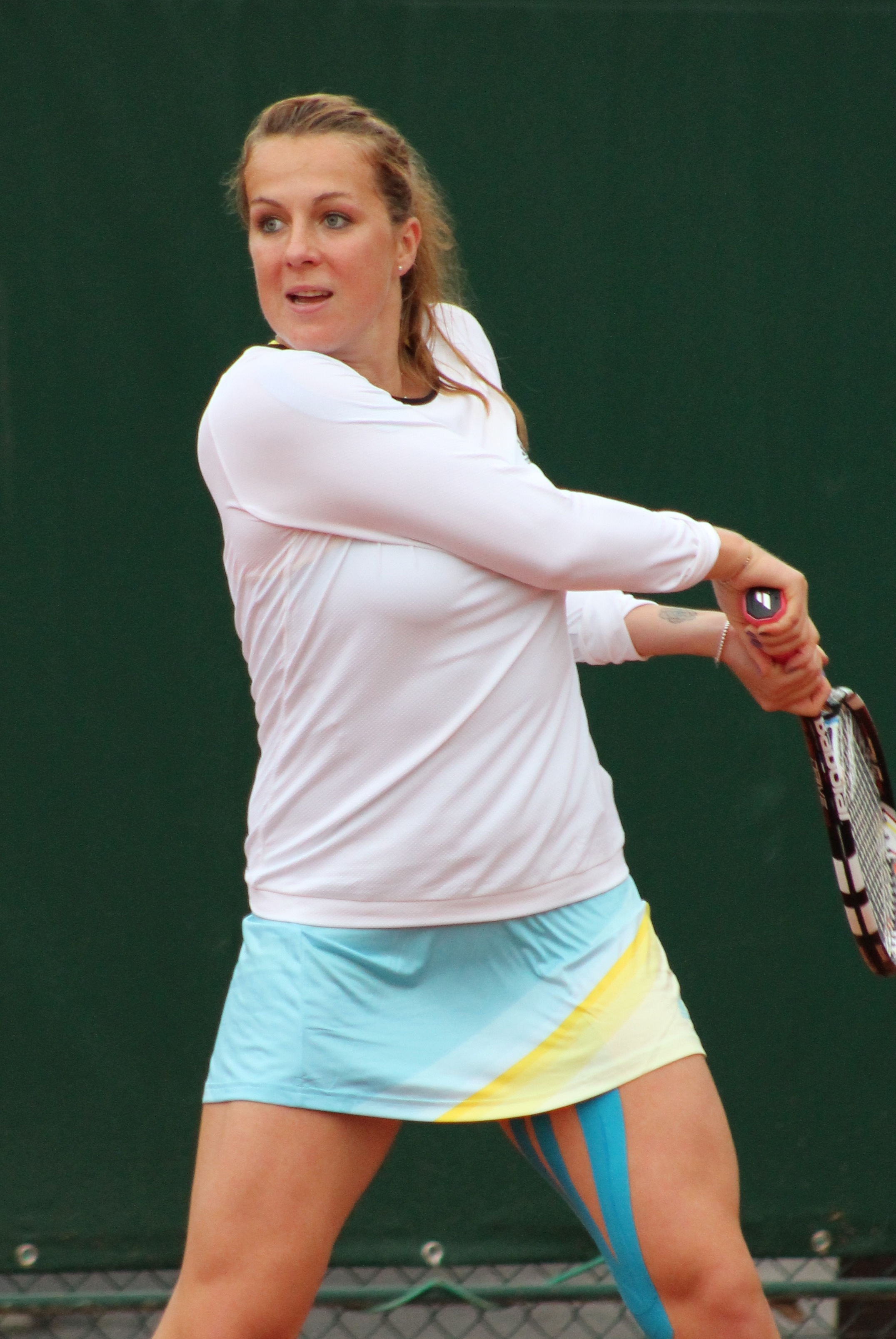
La tennista russa nel 2013 al Roland Garros

Il 2012 è un anno di appannamento della giovane russa, che si riprende nella seconda parte dell'anno. Negli Slam ottiene il secondo turno agli Australian Open, il terzo turno al Roland Garros, il secondo turno a Wimbledon e il secondo turno agli US Open. Riesce a raggiungere solo una finale a Washington, persa contro Magdaléna Rybáriková. I migliori risultati dell'anno sono il terzo turno a Charleston, i quarti a Eastbourne, i quarti a Båstad e i quarti a Cincinnati. Conclude l'anno al numero 35 del mondo.

### 2013

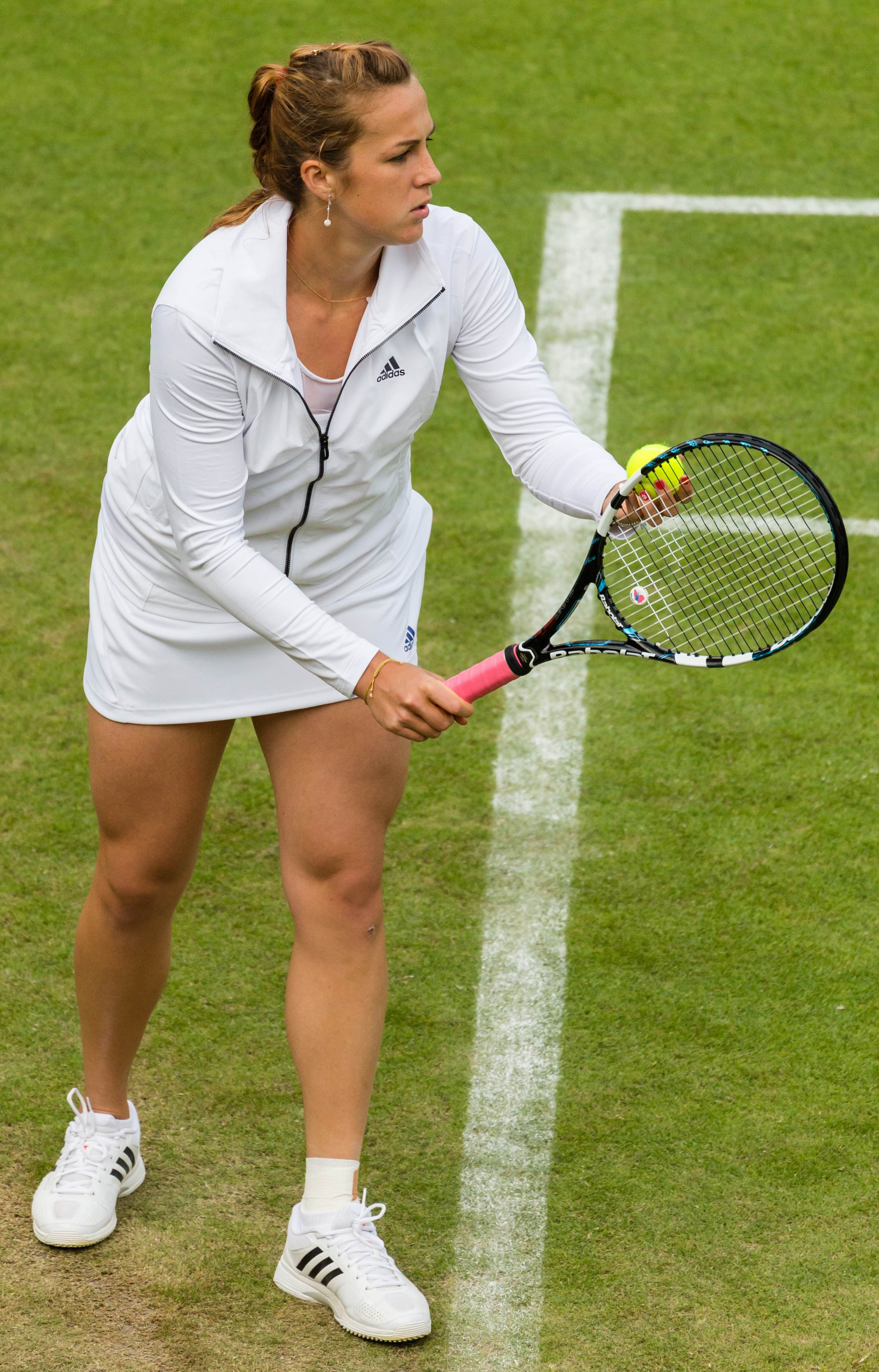
Anastasija al Torneo di Wimbledon 2013

Inizia il 2013 con una finale a Brisbane, persa contro Serena Williams. In seguito sigla tre sconfitte al primo turno: agli Australian Open (contro Lesja Curenko), a Parigi (contro Yanina Wickmayer) e a Dubai (contro Ana Ivanović). Conquista la semifinale a Kuala Lumpur, ma viene sconfitta da Bethanie Mattek-Sands. Perde all'esordio ad Indian Wells e Miami. Si porta a casa la quarta vittoria della sua carriera, vincendo per la terza volta il torneo di Monterrey, battendo in 3 set la tedesca Angelique Kerber. Prima della semifinale di Fed Cup tra Russia-Slovacchia, la Pavljučenkova ha dichiarato che ha iniziato un rapporto di collaborazione a tempo pieno con la ex numero 1 del mondo Martina Hingis e proprio in Fed Cup la russa gioca il suo primo match con Martina come allenatrice, perdendolo contro Dominika Cibulková in tre set. Incontra la Kerber anche al secondo turno del torneo di Stoccarda e questa volta deve cedere 6-0, 6-4.
La settimana seguente, invece, conquista il secondo titolo stagionale, il quinto della carriera e il primo su terra rossa ad Oeiras, battendo nell'atto conclusivo la spagnola Carla Suárez Navarro con il punteggio di 7-5, 6-2. Pochi giorni dopo, scende in campo al torneo di Madrid dove affronta al primo turno la temibile Viktoryja Azaranka; nonostante abbia ben figurato, la russa cede con un doppio tie-break. Nel primo set rimonta dal 3-5 e riaggancia sul 5-5, mantengono poi i loro turni di servizio ed arrivano al tie-break che si chiude per 10 punti ad 8 per la Azarenka; nel secondo invece va sotto 2-5, recupera lo svantaggio e serve per il set sul 6-5 dove non riesce a sfruttare ben tre set point, lasciandosi così togliere il servizio dall'avversaria per poi perdere il secondo tie-break per 7 punti a 3. Le va meglio in doppio, dove conquista il titolo insieme a Lucie Šafářová battendo in finale Cara Black e Marina Eraković per 6-2, 6-4. A Roma, riesce a conquistare appena due giochi contro la svizzera Romina Oprandi al primo turno.
Al Roland Garros perde a sorpresa contro la rientrante Petra Cetkovská nel match di secondo turno. Le va male anche a Wimbledon dove riesce a racimolare solo un gioco nella partita di primo turno contro Cvetana Pironkova. Ritorna a giocare a Toronto dove viene sconfitta al secondo turno da Li Na per 6-1, 6-4. La settimana seguente, a Cincinnati, perde all'esordio per mano di Jamie Hampton con il risultato finale di 7-5, 4-6, 6-3. A New Haven, viene punita da Petra Kvitová nei quarti non riuscendo a sfruttare le occasioni per chiudere la partita, perdendola per 2-6, 6-2, 7-5. Agli US Open, dopo aver battuto nei primi due turni Virginie Razzano e Ashleigh Barty, viene sconfitta al terzo turno da Agnieszka Radwańska per 6-4, 7-6. Raggiunge, poi, la quarta finale dell'anno a Seul perdendola proprio contro la Radwańska questa volta dopo una battaglia durata quasi tre ore con il punteggio di 6-7, 6-3, 6-4. La settimana seguente, a Tokyo, si ritira al primo turno contro Simona Halep. Al China Open di Pechino, si ferma al primo turno in tre set da Jelena Janković.

### 2014
La russa comincia la stagione a Brisbane, dove ha la meglio su Alla Kudrjavceva (7-6(4) 4-6 6-3). Al secondo turno è costretta al ritiro contro Angelique Kerber, sul 2-6 3-4. Dopo un'uscita prematura a Hobart, partecipa all'Australian Open: vince le prime 2 partite su Pereira e Minella in due parziali ma, ai sedicesimi, si arrende ad Agnieszka Radwańska con lo score di 7-5 2-6 2-6.
In seguito, la russa partecipa all'Open GDF Suez di Parigi: nei primi due turni, si impone a fatica su Schiavone (1-6 6-4 6-1) e su Suárez Navarro (6-2 3-6 6-3); ai quarti, si prende la rivincita contro Kerber, battendola per 5-7 6-3 7-6(3). In semifinale, sconfigge la nº1 del seeding Marija Šarapova, con lo score di 4-6 6-3 6-4. Accede alla prima finale dell'anno, la nona in carriera. Nell'ultimo atto, supera la 3° top ten del torneo, Sara Errani, con il punteggio di 3-6 6-2 6-3, vincendo il sesto titolo WTA in carriera, il primo di livello Premier.
A Doha, elimina la lucky loser Majeric in tre set mentre al secondo turno viene battuta da Mirjana Lučić-Baroni, per 4-6 1-6. Non figura bene né a Indian Wells né a Miami, uscendo al terzo e al secondo turno rispettivamente.
Sulla terra, esce al secondo turno a Stoccarda (contro Šarapova) e al terzo a Madrid (dopo aver battuto la nº7 del mondo Janković). A Roma si fa sorprendere dalla giovane Belinda Bencic mentre, a Parigi, si ritira nel match di secondo turno contro la qualificata Bertens. Sull'erba non ottiene risultati degni di nota: a Eastbourne sconfigge la seconda top-5 dell'anno, Agnieszka Radwańska, al tie-break del terzo; al secondo turno, tuttavia, si arrende alla connazionale Makarova in due set. A Wimbledon viene subito estromessa da Alison Riske.
Nello swing americano, ottiene come miglior risultato due quarti di finale: il primo a Washington, dove perde ancora da Makarova (6(3)-7 3-6). il secondo a Cincinnati, dove viene estromessa da Šarapova.
Dopo risultati poco entusiasmanti nei tornei asiatici, la russa gioca l'ultimo torneo alla Kremlin Cup, dove è testa di serie nº6: vince nettamente i primi due match su Konjuh (6-3 6-4) e Riske (doppio 6-2). Ai quarti, elimina la qualificata D'jačenko con lo score di 6-1 3-6 6-3 e, in semifinale, supera un'altra qualificata, Siniaková, con il punteggio di 6-2 6-2. Nell'ultimo atto, si impone sulla romena Irina-Camelia Begu per 6-4 5-7 6-1, vincendo il secondo titolo stagionale (sempre Premier) e il settimo in carriera.
Chiude l'anno al numero 25 del mondo.

### 2015: altre 2 finali WTA
L'anno della russa si avvia agli Australian Open dove si arrende al primo turno a Yanina Wickmayer per 6-4 3-6 3-6. Anche a Dubai si ferma all'esordio contro Karolína Plíšková, per 4-6 2-6. La prima vittoria dell'anno la trova a Monterrey, dove, accreditata della 5ª testa di serie, sconfigge al primo turno Anna Karolína Schmiedlová, per 4-6 6-3 6-0. Anche al secondo ottiene la vittoria su Johanna Larsson, con lo score di 6-4 6-4 ma, la sua avventura, finisce ai quarti di finale, sconfitta da Sara Errani, per 5-7 4-6. Ad Indian Wells batte Larsson e Strýcová in 2 set, prima di cedere a Carla Suárez Navarro 7-6(4) 6(5)-7 6-0. A Miami, dopo aver superato Vera Zvonarëva (7-5 al terzo), esce di scena al secondo per mano di Sara Errani in 2 set. A Charleston è costretta al ritiro contro Sara Sorribes Tormo.
Anastasija torna in campo qualche settimana dopo, chiamata dalla Myskina per disputare la semifinale contro la Germania in Fed Cup. Pavljuchenkova vince il secondo singolare contro Sabine Lisicki per 4-6 7-6(4) 6-3 e porta la sua nazione sul 2-0. La russa torna in campo nel quarto incontro ma viene annichilita 6-1 6-0 da Angelique Kerber, che porta la Germania sul 2-2. Alla fine la Russia vince grazie al doppio, in cui tra l'altro Anastasija ha partecipato. A Praga va fuori all'esordio contro Lucie Hradecká (poi futura finalista). A Madrid piega Shuai Peng al primo turno, supera a fatica Sara Errani e si ferma al terzo turno contro Petra Kvitová per 6-1 6-4. A Roma cede al secondo turno contro Serena Williams, per 1-6 3-6. All'Open di Francia si arrende a Lucie Šafářová in 2 tie-break. A 'S-Hertogenbosch viene accreditata della sesta testa di serie ma le sue ambizioni si interrompono al secondo turno contro Kiki Bertens, che la elimina con un doppio 6-2. A Wimbledon si impone in tre set su Mona Barthel ma perde al secondo turno contro un'altra teutonica, Angelique Kerber, per 5-7 3-6.
A Istanbul viene abbattuta da Roberta Vinci con lo score di 1-6 2-6 mentre, a Baku, raggiunge la prima semifinale dell'anno. Accreditata della prima testa di serie, elimina Elizaveta Kuličkova (annullandole 4 match point), Kateryna Bondarenko (ritiro dell'ucraina sul 3-0 per la russa) e Kirsten Flipkens (6-1 6-3). Nel penultimo atto affronta la qualificata rumena Patricia Maria Tig. A sorpresa, la tennista di Samara si arrende in due set. La settimana seguente si avvia la stagione su cemento americano per Anastasija, che va ad inaugurare partecipando al torneo di Washington. Durante il primo turno sconfigge, con due tie-break, Magdaléna Rybáriková mentre al secondo centra un'ottima vittoria ai danni di Belinda Bencic, tds numero 3, con lo score di 6-2 6-4. Ai quarti fatica ma vince su Christina McHale, per 2-6 6-1 7-6(5). In semifinale approfitta del ritiro della connazionale e prima testa di serie Ekaterina Makarova, quando erano 1 set pari (6-4 Makarova nel primo set, 6-3 Pavljučenkova nel secondo). La russa approda dunque alla prima finale dell'anno, dove affronta la seconda americana del suo torneo, ossia Sloane Stephens. Nella finale non c'è storia e la Stephens prevale in 2 rapidi set, per 6-1-6-2, facendo incassare ad Anastasija la 4º sconfitta in una finale WTA. Partecipa poi all'ultimo slam annuale, lo US Open nel quale parte come 31º testa di serie. Il sorteggio la vede opposta al primo turno alla slovacca Magdaléna Rybáriková. La russa vince in 2 set per 6-4 7-5. Al secondo turno trova la qualificata estone Anett Kontaveit, che a sorpresa si impone su Anastasija in 2 set.
La russa si reca poi in Cina, dove partecipa al torneo di Wuhan. In tale circostanza non va oltre il 2º turno, perdendo da Simona Halep per 6-2 6-1. A Pechino, invece, si spinge fino ai quarti, superando Julia Görges, Elina Svitolina e Flavia Pennetta, perdendo ai 1/4 da Ana Ivanović, per 6-3 7-5. Pavljučenkova ritorna in Europa, dove prende parte al Generali Ladies Open di Linz, torneo nel quale è 7º testa di serie: batte, nell'ordine, Kateřina Siniaková (7-6(4) 6-0), Stefanie Vögele (6-4 6-0), Aleksandra Krunić (doppio 6-3) e Kirsten Flipkens (6-3 3-6 6-2), arrivando in finale. Nell'ultimo atto si impone in 2 set su Anna-Lena Friedsam, vincendo in questo modo l'ottavo titolo WTA della carriera. A Mosca è campionessa in carica e sconfigge Niculescu e Šafářová in tre set mentre ai quarti elimina la connazionale Margarita Gasparjan per 6-1 6-3. Giunge alla 3ª finale dell'anno superando in semifinale la qualificata Kasatkina (2-6 6-2 6-4). Nell'ultimo atto viene demolita da Svetlana Kuznecova, che concede alla connazionale appena 3 games. Chiude l'anno disputando la finale della Fed Cup 2015 contro la Repubblica Ceca. Anastasija perde tuttavia entrambi i singolari contro Karolína Plíšková (6-3 6-4) e Petra Kvitová (2-6 6-1 6-1) mentre nel doppio, in coppia con Elena Vesnina, perde contro Plíšková/Strýcová in tre set, consegnando di fatto il trofeo alle ceche. Termina l'annata con la 28ª posizione del ranking mondiale.

### 2016: quarti a Wimbledon
La russa inizia l'anno disputando il Brisbane International: arriva ai quarti battendo Bacsinszky (tds nº5, 6-2 6-1) e Cornet (6-2 1-6 6-4); tra le ultime 8, si arrende ad Angelique Kerber, per 4-6 4-6. A Sydney viene fermata da Karolína Plíšková al secondo turno, con lo score di 3-6 0-6. All'Australian Open, cede a sorpresa alla statunitense Lauren Davis (6-1 3-6 4-6). Nel torneo di casa di San Pietroburgo è 5° testa di serie: come da pronostico, batte la qualificata Koukalová (6-4 4-6 6-4) e Witthoeft (6-1 7-5); nei quarti, viene estromessa dalla prima forza del seeding Belinda Bencic, con il punteggio di 7-6(4) 4-6 2-6. Ad Acapulco, passa indenne i primi due turni su Urszula Radwańska e Julia Glushko mentre, nei quarti, viene sconfitta da Yanina Wickmayer in due set. Negli altri tre tornei sul cemento a cui prende parte (Monterrey, IW e Miami) non coglie nessun successo.
Sulla terra, parte male a Stoccarda, uscendo all'esordio contro Laura Siegemund (0-6 5-7). Si riprende a Madrid, dove batte Lesja Curenko per 6-2 6-1 e approfitta del walkover di Camila Giorgi per raggiungere gli ottavi: nella circostanza, viene eliminata da Dominika Cibulková/Karolína Plíšková per 6-2 3-6 5-7. Dopo un'uscita immediata a Roma, si presenta al Roland Garros: al primo turno si impone su Sara Sorribes Tormo (6-2 6-0) e, al secondo, supera Çağla Büyükakçay per 6-3 4-6 6-1. Al terzo turno viene fermata dalla connazionale Svetlana Kuznecova, con lo score di 1-6 4-6.
Sull'erba, non raccoglie buoni risultati nei primi due tornei giocati: a Birmingham viene sconfitta subito da Ostapenko (6(2)-7 1-6) mentre, a Eastbourne, dopo un bye all'esordio, viene sorpresa da Madison Brengle. A Wimbledon, la russa è 21° testa di serie: al primo turno batte Su-Wei Hsieh per 7-5 1-6 6-1; al secondo, elimina Julija Putinceva per 7-5 6-1, eguagliando il suo miglior risultato ai Championships (raggiunto nel 2008 e nel 2010). Al terzo turno, per la prima volta in carriera, vince (su Bacsinszky, 6-3 6-2) e accede agli ottavi di finale. Nell'occasione, si impone su Coco Vandeweghe con il punteggio di 6-3 6-3, approdando ai quarti di finale dello slam londinese. In questo caso, perde da Serena Williams, poi campionessa, con un doppio 4-6.
Continua il buon momento alla Rogers Cup: batte Putinceva (6-4 1-6 7-5) e la lucky loser McHale (6-2 7-5); al terzo turno si impone su Agnieszka Radwańska (nº4 del mondo) per 6-4 6(4)-7 6-1 mentre, ai quarti, cede a Madison Keys in tre set. Nel torneo olimpico di Rio, elimina Magda Linette per 6-0 6-3 prima di venir sconfitta dalla futura campionessa Mónica Puig in due parziali. Dopo un ottavo di finale a Cincinnati (fermata da Muguruza), coglie il terzo turno a New York (perdendo da Karolína Plíšková, futura finalista). Nella tournée asiatica, non fa bene, centrando una sola vittoria in tre tornei giocati. Chiude l'anno spingendosi ai quarti sia a Linz che a Mosca, perdendo, rispettivamente, da Cibulkova e Gavrilova.
Termina l'anno al nº28 del mondo e, per la prima volta dal 2009, non ottiene nemmeno una finale WTA.

### 2017: quarti di finale in Australia
La russa inizia l'anno ad Auckland, dove cede all'esordio alla Goerges. A Sydney centra la prima vittoria annuale contro Samantha Stosur (6-3 6-1); replica al secondo turno, vincendo su Svetlana Kuznecova (nº9 del mondo) per 7-5 6-3. Esce di scena ai quarti di finale, battuta da Eugenie Bouchard (2-6 3-6). Partecipa all'Australian Open, dove è testa di serie nº24: elimina Evgenija Rodina per 6-1 7-6(2) e, al secondo turno, si sbarazza di Natal'ja Vichljanceva attraverso un doppio 6-2. Al terzo turno sconfigge l'11° testa di serie Elina Svitolina, con lo score di 7-5 4-6 6-3, approdando agli ottavi in Australia per la prima volta in carriera; nella circostanza, si impone nuovamente su Kuznecova, con lo score di 6-3 6-3. Accede così ai quarti, dove viene fermata dalla futura finalista Venus Williams (4-6 6(3)-7). Con questo risultato, Pavljučenkova diventa l'undicesima tennista in attività ad aver raggiunto almeno i quarti di finale in tutte le prove del grande slam, dopo le sorelle Williams, Marija Šarapova, Viktoryja Azaranka, Angelique Kerber, Simona Halep, Petra Kvitová, Svetlana Kuznecova, Francesca Schiavone e Dominika Cibulková.
Dopo due uscite premature a Doha e Dubai, partecipa ad Indian Wells: dopo un bye all'esordio, batte Anett Kontaveit per 6-4 6-4 e Barbora Strýcová con lo score di 6-3 6-2. Agli ottavi, si prende la rivincita su Dominika Cibulková (dopo la sconfitta in Qatar), eliminandola in tre set. Ai quarti, viene fermata da Kuznecova con il punteggio di 3-6 2-6. Grazie ai buoni risultati raggiunti, rientra in top-20.
A Miami si arrende, a sorpresa, al terzo turno, per mano di Bethanie Mattek-Sands (6-4 0-6 3-6). Gioca a Monterrey, dove parte come testa di serie nº2: nei primi due turni, ha la meglio su Tatjana Maria e Kristie Ahn, entrambe battute 2 set a 0. Ai quarti supera Timea Babos (tds nº5) in tre set, per 6-2 3-6 7-5. In semifinale sconfigge nettamente Caroline Garcia con lo score di 6-2 6-4 approdando alla quarta finale in questo torneo e alla 14ª in carriera. Nell'ultimo atto, si impone su Angelique Kerber, nº1 del mondo, per 6-4 2-6 6-1. Anastasija si porta a casa il 9º titolo in carriera attraverso la prima vittoria ottenuta su una nº1 del mondo.
In maggio, a Rabat, si presenta da testa di serie nº1: rispetta il pronostico, portandosi in finale. Nel percorso, batte Conny Perrin (6-2 7-6(6)), Ekaterina Makarova (6-2 7-5), Lauren Davis (7° forza del seeding, 6-4 3-6 6-3) e Sara Errani (6-4 6-0). Nell'ultimo atto, sconfigge Francesca Schiavone per 7-5 7-5, vincendo il 10º titolo in carriera, il 2° in stagione. Nel resto della stagione su terra non raccoglie grandi risultati: si ferma al secondo turno a Parigi (eliminata a sorpresa da Cepede Royg), al primo a Madrid (Sorana Cîrstea la estromette al tie-break del terzo) e al terzo a Roma (superata dalla nº4 del mondo Halep in tre set).
Sull'erba delude le aspettative, in quanto vince solo 2 partite in tre tornei, collezionando una sconfitta all'esordio a Wimbledon (contro Rodionova). Nella tournée americana, la russa ottiene come miglior risultato il quarto di finale a New Haven, dove si arrende a Cibulková per 5-7 4-6. Agli US Open, esce al primo turno contro McHale.
In Asia, gioca al Toray Pan Pacific Open: con un percorso molto accidentato (vince tutte e quattro le partite in 3 set), riesce a raggiungere la finale, nella quale viene sconfitta da Caroline Wozniacki in due set. Dopo due mediocri risultati a Wuhan e Pechino, partecipa al WTA di Hong Kong: elimina Babos e Cako nei primi due turni; ai quarti, si impone su Naomi Ōsaka per 6-3 6-3. In semifinale, batte Qiang Wang per 6-3 6-4, accedendo alla quarta finale annuale: nella circostanza, supera la settima testa di serie Dar'ja Gavrilova con lo score di 5-7 6-3 7-6(3), vincendo il terzo titolo del 2017 (mai ne aveva vinti così tanti in un anno).
Chiude l'anno giocando il WTA Elite Trophy, dove è inserita nel gruppo "Rosa" assieme ad Angelique Kerber e ad Ashleigh Barty. Vince contro la teutonica per 6-3 3-6 6-2 ma perde contro l'aussie in due set, chiudendo seconda e non qualificandosi per le semifinali. Termina l'anno al nº15 del mondo.

### 2018: 12º titolo WTA
Anastasija comincia l'anno all'Australian Open: batte Kateryna Kozlova per 3-6 6-4 6-3 ma, al secondo turno, viene eliminata da Kateryna Bondarenko con lo score di 2-6 3-6. Non avendo difeso i quarti di finale colti nel 2017, esce dalla top-20. In seguito, va male a San Pietroburgo, Doha e Dubai, dove esce sempre all'esordio (non vincendo neanche un set). Non va meglio a Indian Wells e Miami, dove trova una sola vittoria (in Florida, contro Sasnovič).
Sulla terra di Stoccarda conquista il primo quarto di finale dell'anno, battendo Keys (7-6(7) 5-7 6-4) e approfittando del ritiro di Muguruza dopo aver vinto il primo set per 7-5. Tra le ultime 8, cede a Kontaveit per 5-7 7-6(6) 4-6. A Madrid e Roma esce di scena all'esordio. A Strasburgo è accreditata della testa di serie nº3: arriva in semifinale senza perdere set, eliminando Maria (6-0 6-0), Vichljanceva (6-4 6-4) e Diyas (6-4 6-2). Nel penultimo atto, la sua avversaria Barty è costretta al ritiro nel secondo set (dopo che Anastasija aveva vinto il primo 6-4). Nell'ultimo atto, la russa si impone su Dominika Cibulková con lo score di 6(5)-7 7-6(3) 7-6(6), annullando anche 2 championship-point alla slovacca.
A Parigi, delude le aspettative, uscendo al secondo turno contro Samantha Stosur (2-6 6(1)-7). Sull'erba, in tre tornei giocati, ottiene solo una vittoria (contro Cirstea a Eastbourne) in quattro partite giocate. Anche la tournée americana regala poche soddisfazioni alla russa, che centra solamente due secondi turni a Montréal e a Cincinnati e un primo turno agli US Open.
In Asia, non difende la finale di Tokyo, cedendo al secondo turno a Garcia (4-6 6-2 5-7). A causa del risultato, scende fino alla posizione nº39. A Wuhan, torna a giocare un ottimo tennis: sconfigge 2 top-20 (Sevastova per 6-2 6-3 e Bertens per 6-4 6-2) e una top-10 (Kvitová, nº5 del mondo, per 3-6 6-3 6-3), raggiungendo i quarti. Nella circostanza, si arrende ad Ashleigh Barty in tre set. A Pechino, perde subito da Sloane Stephens, al termine di una partita combattuta (7-6(8) 4-6 4-6).
Gioca gli ultimi tornei annuali a Linz e Mosca: nel primo caso arriva ai quarti, cedendo ad Aleksandrova in due parziali. Nel secondo caso, si spinge fino ai quarti, perdendo da Kasatkina per 4-6 3-6. Termina l'anno al nº42 del mondo.

### 2019: 2°quarto in Australia e 2 finali Premier
La russa inizia l'anno a Shenzhen, dove esce di scena al secondo turno per mano di Kudermetova. A Hobart perde subito da Vera Lapko (3-6 6-3 3-6).
Anastasija prende parte all'Australian Open, dove esordisce con una vittoria su Monica Puig (6-4 6-3). Al secondo turno batte la nº9 del mondo Kiki Bertens, con lo score di 3-6 6-3 6-3. Al terzo, elimina Sasnovič nettamente, per 6-0 6-3, accedendo agli ottavi di finale. Nella circostanza, sconfigge la nº5 del mondo Sloane Stephens in rimonta, per 6(3)-7 6-3 6-3, ritornando ai quarti a Melbourne dopo 2 anni. Nel match di quarti, la russa si arrende alla sorpresa del torneo Danielle Collins, con lo score di 6-2 5-7 1-6.
Prosegue il buon momento a San Pietroburgo, dove sconfigge Alizé Cornet e Jelena Ostapenko in due set, accedendo ai quarti: nella circostanza, perde da Kiki Bertens per 2-6 6-3 0-6. In seguito, delude le aspettative nei tre tornei giocati (Dubai, Indian Wells e Miami) uscendo sempre nel primo match giocato. A Monterrey si riprende, vincendo nettamente su Blinkova (6-0 6-3) e su Krunić (doppio 6-0) e arrivando ai quarti, dove cede ad Azaranka (0-6 4-6). Dopo una buona impressione in Fed Cup (vince entrambi i singolari contro l'Italia nei play-off del gruppo mondiale II), gioca sulla terra rossa di Stoccarda: dopo aver approfittato del ritiro di Julia Goerges (sul 4-6 6-2 4-0) si arrende ad Anett Kontaveit in due set. In seguito, non coglie alcun successo tra Madrid, Roma e Roland Garros.
Non va meglio a Wimbledon (unico torneo sull'erba disputato in stagione), dove viene fermata da Belinda Bencic per 2-6 3-6.
Nello swing americano non ottiene nessun buon risultato, raggiungendo il secondo turno alla Rogers Cup e agli US Open come migliori risultati. In Asia, comincia giocando il Toray Pan Pacific Open di Osaka: in maniera sorprendente (visti gli ultimi sconfortanti risultati ottenuti), raggiunge l'ultimo atto senza cedere nessun set a Jastrems'ka, Bertens (nº8 del mondo), Doi e Kerber. In finale (la 6° a livello Premier in carriera), cede a Naomi Ōsaka con il punteggio di 2-6 3-6. A Wuhan e Pechino non fa altrettanto bene, uscendo al primo e secondo turno rispettivamente.
Termina l'anno, come al solito, partecipando ai WTA di Linz e Mosca: mentre in Austria viene eliminata da Kužmová al secondo round, in Russia centra la seconda finale annuale, sempre in un Premier; nel suo percorso, sconfigge Sakkari, Gracheva, Kudermetova e Muchová. Nell'ultimo atto, si arrende a Belinda Bencic con lo score di 6-3 1-6 1-6.
Conclude la stagione al nº30 delle classifiche mondiale.

### 2020: 3° quarto di finale in Australia
La russa inizia la stagione a Brisbane, dove è costretta alla resa nell'esordio contro Kvitová (6-2 1-6 0-6). Ad Adelaide vince il primo match annuale contro Anett Kontaveit (6-2 6-4) prima di cedere alla futura campionessa e nº1 del mondo Ash Barty (6-4 3-6 5-7).
Anastasija prende parte agli Australian Open, dove è 30° testa di serie: esordisce contro la serba Nina Stojanović, regolata con una vittoria in due set. Al secondo turno affronta l'americana Taylor Townsend: la russa ha la meglio in due set tirati, per 7-5 7-6(1). Al terzo turno, ottiene un sorprendente successo su Karolína Plíšková, nº2 del mondo, in due tie-break (vinti 7-4 e 7-3). Agli ottavi si impone su Angelique Kerber (campionessa qui nel 2016) con il punteggio di 6(5)-7 7-6(4) 6-2, accedendo ai quarti di finale per il secondo anno consecutivo: nella circostanza, viene battuta da una ritrovata Muguruza, con lo score di 5-7 3-6.
A Dubai, sconfigge la seconda top-5 dell'anno (Belinda Bencic, per 1-6 6-1 6-1) prima di cedere ad Anett Kontaveit in due set tirati.
Da marzo ad agosto, il tennis viene bloccato dalla pandemia mondiale di COVID-19, che porta all'annullamento di tutti i tornei previsti (tra cui Wimbledon) e al rinvio delle olimpiadi di Tokyo al 2021.
La russa decide di ripartire dal Prague Open, dove rimedia una sconfitta immediata da Arantxa Rus (5-7 2-6). Decide di saltare la trasferta americana, non partecipando agli US Open (non le capitava di non partecipare a un tabellone principale di un major dal 2008). Si presenta a Roma per dispuatre la restante parte finale di stagione su terra, straordinariamente giocata in autunno: nel torneo italiano batte Zhang in tre set (6-4 6(5)-7 6-1) prima di arrendersi a Elina Svitolina in due set. A Strasburgo, si impone su Alison Van Uytvanck (6-3 7-5) mentre, al secondo turno, cede a Jil Teichmann. A Parigi disputa l'ultimo suo torneo annuale: esordisce bene contro l'ex campionessa del torneo Svetlana Kuznecova, sconfiggendola per 6-1 2-6 6-1 ma, al secondo turno, viene eliminata da Kateřina Siniaková in due set.
Conclude la stagione al nº38 del mondo.

### 2021: prima finale Slam a Parigi e best ranking; oro olimpico nel doppio misto
La russa inizia la stagione ad Abu Dhabi, dove cede subito a Ons Jabeur per 6(3)-7 3-6, non sfruttando due set-point nel primo parziale. Allo Yarra Valley Classic, trova la prima vittoria in stagione contro Misaki Doi (6-1 6-4), approdando al secondo turno, dove batte nettamente Anastasija Sevastova (6-3 6-0). La sua avventura si ferma agli ottavi, quando cede il passo a Muguruza (testa di serie nº6) in due set. In seguito, prende parte all'Australian Open, dove è sfortunata nel sorteggio, pescando la campionessa del 2019 Naomi Ōsaka come avversaria di primo turno: la russa si arrende in due netti parziali (1-6 2-6). Mentre si svolge la seconda settimana dello slam, Anastasija decide di prendere parte al Phillip Island Trophy, torneo dove partecipano coloro che sono uscite prematuramente dal primo major annuale: dopo un bye al primo turno (in quanto settima testa di serie), rimonta un set di svantaggio a Tomljanović (5-7 6-4 6-2) per poi cedere alla futura campionessa Dar'ja Kasatkina (6-2 1-6 4-6). A Doha, esce di scena al secondo turno contro Petra Kvitová in due set. Anche a Dubai raccoglie un risultato negativo, perdendo subito dalla connazionale Kudermetova (6(3)-7 2-6). Anastasija si presenta poi a San Pietroburgo, dove è 5° testa di serie: dopo aver battuto la turca Büyükakçay, cede a sorpresa alla connazionale Gasanova in tre parziali (6-1 6(8)-7 6(4)-7), non convertendo 3 match-point nel secondo set. In seguito, inaugura la stagione sul rosso a Istanbul, dove è la sesta forza del seeding: per il terzo torneo consecutivo, è una giocatrice russa a sconfiggerla, questa volta la nº76 del mondo Potapova (6(2)-7 7-6(8) 4-6). A Madrid, Pavljučenkova ottiene la prima semifinale dell'anno, riuscendo a sconfiggere, in sequenza, Keys (7-5 6-2), Karolína Plíšková (nº9 del mondo, 6-0 7-5), Jennifer Brady (7-5 6(8)-7 6-3) e Muchová (7-6(4) 7-6(2)). Nel penultimo atto, si arrende ad Aryna Sabalenka in due set. Grazie a questo risultato, rientra in top-40 al nº32 del mondo, guadagnandosi la 31° testa di serie al Roland Garros; nello slam francese, Anastasija elimina nell'ordine Christina McHale (6-4 6-0), Ajla Tomljanović (6-2 6-3) e si prende la rivincita sulla nº4 del mondo Sabalenka (6-4 2-6 6-0). Al quarto turno affronta un'altra bielorussa, l'ex numero 1 del mondo Viktoryja Azaranka: Pavljučenkova riesce a vincere in rimonta (5-7 6-3 6-2), tornando tra le ultime 8 dopo esattamente 10 anni dalla prima volta. Nei quarti affronta e sconfigge, recuperando un set di svantaggio, la kazaka Elena Rybakina (6(2)–7, 6-2, 9-7) e si qualifica per la prima volta in carriera nelle semifinali di uno Slam. Nella circostanza, Anastasija batte la slovena Tamara Zidanšek per 7-5 6-3, approdando alla sua prima finale Slam. Diviene inoltre la prima finalista russa in un major dai tempi di Marija Šarapova all'Australian Open 2015 nonché la sesta russa a disputare l'ultimo atto a Parigi nel nuovo millennio, dopo Myskina, Dement'eva, Safina, Kuznecova e Šarapova. Anastasija, nell'ultimo atto, viene battuta da Barbora Krejčíková per 1-6 6-2 4-6. Grazie all'ottimo risultato, Anastasija ritorna in top-20 dopo tre anni e mezzo dall'ultima volta, salendo al nº19 della classifica mondiale.
Dopo lo straordinario risultato parigino, la russa si presenta a Eastbourne, dove, da testa di serie nº8, fa il suo esordio stagionale sull'erba: al primo turno, tuttavia, cede di schianto alla lettone Ostapenko (1-6 3-6). A Wimbledon, Anastasija è testa di serie nº16: batte Ana Bogdan (6-2 6-2) e Kristýna Plíšková (6-3 6-3) prima di cedere a Karolína Muchová per 5-7 3-6.
In seguito, Pavljučenkova partecipa al torneo olimpico di Tokyo, dove prende parte al singolare e al doppio misto. Nell'evento individuale, da 13° testa di serie, raggiunge i quarti di finale eliminando nettamente Errani (6-0 6-1), Friedsam (6-1 6-1) e Sorribes Tormo (6-1 6-3); tra le ultime otto, si arrende alla futura medaglia d'oro Belinda Bencic per 0-6 6-3 3-6. Nell'evento misto, assieme ad Andrej Rublëv, arriva nell'ultimo atto, battendo Jurak/Dodig (5-7 6-4 [11-9]), Shibahara/McLachlan (7-5 6(0)-7 [10-8]) e Barty/Peers (5-7 6-4 [13-11]). In finale, Anastasija e Andrej si aggiudicano il derby contro Vesnina/Karacev per 6-3 6(5)-7 [13-11], annullando anche un match-point; per Pavljučenkova è medaglia d'oro, la prima in assoluto per degli atleti russi nella specialità mista del tennis.
A Montréal, dopo un doppio 6-4 a Garcia, viene eliminata da Pegula in rimonta (6-1 3-6 2-6). Agli US Open, dove è accreditata della quattordicesima testa di serie, esordisce con un successo su Alison Riske (6-4 6-2); al secondo turno, affronta Anna Karolína Schmiedlová: Anastasija si impone in tre set (6-2 5-7 6-2). Al terzo turno batte la connazionale Gračëva per 6-1 6-4, guadagnandosi l'accesso al suo terzo ottavo di finale a New York, il primo dal 2011. Nella circostanza, trova Karolína Plíšková, nº4 del seeding: Pavljučenkova si arrende in due set alla ceca (5-7 4-6). A Ostrava viene eliminata al secondo turno dalla padrona di casa Tereza Martincová con un duplice tie-break. Anche a Chicago la sua strada viene fermata al secondo round da una tennista ceca, Markéta Vondroušová, con lo score di 3-6 2-6. In quel di Indian Wells, dopo il bye all'esordio, sconfigge Madison Keys per 6-3 6-1 mentre al terzo turno viene estromessa da Leylah Fernandez per 7-5 3-6 4-6. Il 18 ottobre, Anastasija ritocca il suo best-ranking dopo 10 anni, posizionandosi al 12º posto del ranking mondiale. Prende parte alla Kremlin Cup dove, dopo il bye, batte Bernanda Pera (6-2 7-5) per poi cedere nuovamente a Vondroušová in due set.
A novembre, Ananstasija gioca per la federazione russa nelle fasi finali della Billie Jean King Cup: vince il suo singolare nel primo match contro Rebecca Marino (6-4 4-6 6-2), contribuendo al 3-0 sul Canada. Successivamente, riporta in parità il match con la Francia, battendo Alizé Cornet (5-7 6-4 6-2). La Russia arriva prima nel suo girone, accedendo alle semifinali, dove affronta gli USA: Anastasija perde un match molto lottato con Collins (7-6(9) 6(2)-7 2-6) ma grazie al successo di Kudermetova/Samsonova, la nazionale russa si qualifica alla finale della competizione, dove affronta la Svizzera. Nell'ultimo atto, Pavljučenkova avrebbe dovuto giocare il primo singolare contro Teichmann, ma viene sostituita all'ultimo momento per un infortunio alla caviglia; nonostante la sua assenza, la Russia vince per 2-0 grazie a Samsonova e Kasatkina, trovando il quinto titolo della sua storia.
Anastasija chiude la stagione con il suo nuovo best-ranking, al nº11 del mondo.

### 2022 - infortunio e uscita dalla top-300
La russa inizia la stagione all'Australian Open, dove, con un buon risultato, potrebbe entrare per la prima volta in carriera in top-10. Al primo turno, elimina l'ungherese Bondár (6-2 6-1); al secondo turno, batte Samantha Stosur (6-2 6-2), al suo ultimo incontro in carriera in singolare. Al terzo turno, trova Sorana Cîrstea: Anastasija cede in tre set (3-6 6-2 2-6). Alla fine del torneo, la russa scende in 14ª posizione.
Torna in campo a Madrid, dove incassa una sconfitta al primo turno contro Sara Sorribes Tormo (3-6 6-2 3-6). Non va meglio a Roma, dove perde subito da Fernandez in tre set.
In doppio, assieme a Veronika Kudermetova, torna a vincere un titolo sul circuito WTA nel '1000' di Roma (a 5 anni dall'ultimo successo), battendo le campionesse in carica Olmos/Fichman in finale.
Prima di giocare il Roland Garros, Anastasija decide di fermarsi per un infortunio al ginocchio sinistro; tale infortunio la terrà fuori dal circuito per tutta la stagione, facendola sprofondare nel ranking di fine anno: per la prima volta dal 2006 esce dalla top-200, chiudendo il 2022 al 367º posto.

### 2023: quarti a Parigi e ritorno in top-60
Sfruttando il ranking protetto, Anastasija gioca l'Adelaide International e l'Australian Open, incappando in due sconfitte all'esordio contro, rispettivamente, Teichmann (5-7 4-6) e Giorgi (0-6 1-6). Nel frattempo, sprofonda nel ranking, attestandosi attorno alla 850ª posizione. A Linz riceve una wild-card per le qualificazioni: batte Hrunkacova (6-3 6-4) per poi cedere a Tomova in tre set. A Dubai esce di scena subito per mano di Azaranka. A Madrid riesce ad avere la meglio della wild-card Jiménez Kasintseva (6-1 6(5)-7 7-6(7)), annullando anche un match point; al secondo turno, perde il derby russo con Kasatkina in due set. A Roma, dopo il successo sull'ex top-5 Sara Errani (6-1 6-1), riceve un doppio 0-6 dalla nº1 del mondo Iga Świątek. A Strasburgo, Pavljučenkova elimina Gabueva (6-3 6-1) e la nº21 del pianeta Magda Linette (6-3 6-2), approdando ai quarti di un torneo WTA per la prima volta dall'ottobre 2021. Nella circostanza, si arrende a Lauren Davis in tre parziali. La settimana successiva prende parte al Roland Garros grazie ancora al ranking protetto: torna a vincere una partita in uno slam battendo la giovane Fruhvirtová con un duplice 6-2; al secondo round, estromette la connazionale e nº15 del seeding Samsonova, con lo score di 4-6 7-5 7-5, approdando ai sedicesimi, dove vince un altro derby con Potapova (4-6 6-3 6-0). Agli ottavi, si impone su Elise Mertens, rimontando un set e un break di svantaggio (3-6 7-6(3) 6-3); Anastasija riesce così a raggiungere i quarti in un torneo major per l'ottava volta in carriera, la terza a Parigi. Nella circostanza, non riesce a ripetere l'exploit del 2021, venendo sconfitta tra le ultime otto dalla ceca Muchová per 5-7 2-6. Grazie a questo risultato, la russa rientra tra le prime 150 del mondo, attestandosi alla 119ª posizione.
A Contrexeville, Anastasija raggiunge la sua prima finale in carriera in un WTA '125': nella circostanza, cede il passo ad Arantxa Rus. Grazie a questo risultato, rientra in top-100.
Sul cemento americano, esce subito a Cincinnati contro Collins (3-6 1-6). Allo US Open, viene estromessa al secondo turno da Elina Svitolina in tre set.
Nello swing asiatico, la russa torna in un quarto WTA dopo quattro mesi nel '500' di Tokyo, battendo la n°20 del mondo Vekić (6-1 6-1) e la ceca Nosková (6-3 4-6 6-0). Tra le ultime otto, supera in due set Aleksandrova, raggiungendo la prima semifinale nel circuito maggiore dal Roland Garros 2021; nella circostanza, cede nel derby contro la futura campionessa Veronika Kudermetova, con lo score di 6(6)-7 7-6(2) 3-6. Grazie all'ottima settimana, Pavljučenkova fa un balzo in avanti nel ranking, issandosi fino alla 62ª posizione. A Pechino, esce di scena al secondo turno contro la connazionale Andreeva. A Hong Kong centra i quarti di finale, dove viene eliminata da Siniaková.
Termina la stagione al n°59 del mondo.

### 2024: ritorno in top-25
La russa inizia l'anno ad Auckland, dove si arrende subito alla rientrante Anisimova. Va meglio ad Adelaide: dopo aver superato le qualificazioni, batte la top-15 Haddad Maia e poi la ceca Siniaková, approdando ai quarti di finale, dove cede a Jessica Pegula in tre set. All'Australian Open, supera la n°21 del seeding Vekić con un doppio 6-4 prima di soccombere alla ex n°2 del mondo Badosa al secondo turno. A Linz, elimina Trevisan e Boulter, approdando al suo secondo quarto stagionale. Nella circostanza, lascia cinque giochi a Mertens, accedendo alla sua prima semifinale WTA del 2024, dove viene battuta dalla futura campionessa Ostapenko. Grazie ai punti ottenuti in Austria, la russa risale ulteriormente nel ranking, attestandosi alla 32ª posizione. Nel '1000' di Doha, si impone sulla connazionale Kasatkina e poi approfitta del ritiro di Kostjuk al secondo round; agli ottavi, estromette la top-10 Vondroušová in due set, tornando nei quarti di un torneo di questa caratura per la prima volta dal 2021. Tra le ultime otto, batte Danielle Collins, qualificandosi per la semifinale, la prima per lei nella città qatariota. Nel match valevole per la finale, Anastasija si arrende a Elena Rybakina, con lo score di 2-6 4-6. Grazie a questa semifinale, Pavljučenkova torna in top-25, dove mancava dal 2022. A Dubai è costretta al ritiro prima di scendere in campo contro la connazionale Samsonova al secondo round.
A San Diego, Anastasija si ferma nei quarti contro Kostjuk. Anche a Indian Wells è l'ucraina a sbarrare la strada ad Anastasija in occasione degli ottavi, con lo score di 4-6 1-6. A Miami viene sconfitta dalla connazionale Aleksandrova al terzo round. 
Sulla terra, a Rouen viene eliminata al secondo turno. A Madrid, batte Saville dopo il bye per poi cedere alla connazionale Kasatkina al terzo turno. A Roma e Strasburgo esce all'esordio mentre al Roland Garros perde al secondo round da Ana Bogdan. Su erba, ottiene solo una vittoria in tre match disputati tra Eastbourne e Wimbledon, fermandosi al secondo round ai Championships contro Zhu.
Sul cemento americano, ottiene il miglior risultato nel '1000' di Cincinnati: batte Haddad Maia, Wozniacki e la top-10 Zheng, raggiungendo il quinto quarto di finale WTA della stagione. Nella circostanza, si arrende a Paula Badosa. Allo US Open, viene fermata al terzo turno dalla n°1 del mondo Iga Świątek.
Non partecipa allo swing asiatico e chiude quindi l'anno con la sconfitta di New York, terminando la stagione 2024 al n°30 del mondo.

### 2025: quarti all'Australian Open
Pavljučenkova apre il 2025 con la sconfitta all'esordio del torneo di Adelaide per mano di Vondroušová. Prende quindi parte all'Australian Open, accreditata della testa di serie n°27: dopo due successi in tre set su Yuan e la connazionale Potapova, al terzo turno lascia tre giochi a Siegemund. Agli ottavi, supera Donna Vekić, raggiungendo così il suo nono quarto di finale a livello slam, il quarto in Australia dopo quelli colti nel 2017, 2019 e 2020. Come successole nelle precedenti occasioni, anche in questo caso non riesce ad accedere in semifinale, arrendendosi alla n°1 del mondo Aryna Sabalenka con lo score di 2-6 6-2 2-6.

## Statistiche WTA

### Singolare

#### Vittorie (12)
| Legenda               | Legenda      |
| --------------------- | ------------ |
| Grande Slam (0)       |              |
| Ori Olimpici (0)      |              |
| WTA Finals (0)        |              |
| WTA Elite Trophy (0)  |              |
| Dal 2009 al 2020      | Dal 2021     |
| Premier Mandatory (0) | WTA 1000 (0) |
| Premier 5 (0)         | WTA 1000 (0) |
| Premier (2)           | WTA 500 (0)  |
| International (10)    | WTA 250 (0)  |

| N.  | Data            | Torneo                                   | Superficie  | Avversaria in finale | Punteggio              |
| 1.  | 7 marzo 2010    | Monterrey Open, Monterrey                | Cemento     | Daniela Hantuchová   | 1-6, 6-1, 6-0          |
| 2.  | 1º agosto 2010  | Istanbul Cup, Istanbul                   | Cemento     | Elena Vesnina        | 5-7, 7-5, 6-4          |
| 3.  | 6 marzo 2011    | Monterrey Open, Monterrey (2)            | Cemento     | Jelena Janković      | 2-6, 6-2, 6-3          |
| 4.  | 7 aprile 2013   | Monterrey Open, Monterrey (3)            | Cemento     | Angelique Kerber     | 4-6, 6-2, 6-4          |
| 5.  | 4 maggio 2013   | Estoril Open, Oeiras                     | Terra rossa | Carla Suárez Navarro | 7-5, 6-2               |
| 6.  | 2 febbraio 2014 | Open GDF Suez, Parigi                    | Cemento (i) | Sara Errani          | 3-6, 6-2, 6-3          |
| 7.  | 19 ottobre 2014 | Kremlin Cup, Mosca                       | Cemento (i) | Irina-Camelia Begu   | 6-4, 5-7, 6-1          |
| 8.  | 18 ottobre 2015 | Austria Ladies Linz, Linz                | Cemento (i) | Anna-Lena Friedsam   | 6-4, 6-3               |
| 9.  | 9 aprile 2017   | Monterrey Open, Monterrey (4)            | Cemento     | Angelique Kerber     | 6-4, 2-6, 6-1          |
| 10. | 6 maggio 2017   | Marocco Open, Rabat                      | Terra rossa | Francesca Schiavone  | 7-5, 7-5               |
| 11. | 15 ottobre 2017 | Hong Kong Open, Hong Kong                | Cemento     | Dar'ja Gavrilova     | 5-7, 6-3, 7-6(3)       |
| 12. | 26 maggio 2018  | Internationaux de Strasbourg, Strasburgo | Terra rossa | Dominika Cibulková   | 6(5)-7, 7-6(3), 7-6(6) |

#### Sconfitte (9)
| Legenda               | Legenda      |
| --------------------- | ------------ |
| Grande Slam (1)       |              |
| Argenti Olimpici (0)  |              |
| WTA Finals (0)        |              |
| WTA Elite Trophy (0)  |              |
| Dal 2009 al 2020      | Dal 2021     |
| Premier Mandatory (0) | WTA 1000 (0) |
| Premier 5 (0)         | WTA 1000 (0) |
| Premier (5)           | WTA 500 (0)  |
| International (3)     | WTA 250 (0)  |

| N. | Data              | Torneo                           | Superficie  | Avversaria in finale | Punteggio        |
| 1. | 4 agosto 2012     | Washington Open, Washington      | Cemento     | Magdaléna Rybáriková | 1-6, 1-6         |
| 2. | 5 gennaio 2013    | Brisbane International, Brisbane | Cemento     | Serena Williams      | 2-6, 1-6         |
| 3. | 22 settembre 2013 | Korea Open, Seul                 | Cemento     | Agnieszka Radwańska  | 7-6(6), 3-6, 4-6 |
| 4. | 9 agosto 2015     | Washington Open, Washington (2)  | Cemento     | Sloane Stephens      | 1-6, 2-6         |
| 5. | 24 ottobre 2015   | Kremlin Cup, Mosca               | Cemento (i) | Svetlana Kuznecova   | 2-6, 1-6         |
| 6. | 24 settembre 2017 | Pan Pacific Open, Tokyo          | Cemento     | Caroline Wozniacki   | 0-6, 5-7         |
| 7. | 22 settembre 2019 | Pan Pacific Open, Osaka (2)      | Cemento     | Naomi Ōsaka          | 2-6, 3-6         |
| 8. | 20 ottobre 2019   | Kremlin Cup, Mosca (2)           | Cemento (i) | Belinda Bencic       | 6-3, 1-6, 1-6    |
| 9. | 12 giugno 2021    | Open di Francia, Parigi          | Terra rossa | Barbora Krejčíková   | 1-6, 6-2, 4-6    |

### Doppio

#### Vittorie (6)
| Legenda              | Legenda               | Legenda      |
| -------------------- | --------------------- | ------------ |
| Grande Slam (0)      |                       |              |
| Ori Olimpici (0)     |                       |              |
| WTA Finals (0)       |                       |              |
| WTA Elite Trophy (0) |                       |              |
| Prima del 2009       | Dal 2009 al 2020      | Dal 2021     |
| Tier I (0)           | Premier Mandatory (1) | WTA 1000 (1) |
| Tier II (0)          | Premier 5 (0)         | WTA 1000 (1) |
| Tier III (0)         | Premier (2)           | WTA 500 (0)  |
| Tier IV (1)          | International (1)     | WTA 250 (0)  |
| Tier V (0)           | International (1)     | WTA 250 (0)  |

| N. | Data            | Torneo                           | Superficie  | Compagna             | Avversarie in finale                      | Punteggio        |
| 1. | 4 maggio 2008   | Marocco Open, Fès                | Terra rossa | Sorana Cîrstea       | Alisa Klejbanova Ekaterina Makarova       | 6-2, 6-2         |
| 2. | 8 gennaio 2011  | Brisbane International, Brisbane | Cemento     | Alisa Klejbanova     | Klaudia Jans-Ignacik Alicja Rosolska      | 6-3, 7-5         |
| 3. | 8 aprile 2012   | Charleston Open, Charleston      | Terra verde | Lucie Šafářová       | Anabel Medina Garrigues Jaroslava Švedova | 5-7, 6-4, [10-6] |
| 4. | 11 maggio 2013  | Madrid Open, Madrid              | Terra rossa | Lucie Šafářová       | Cara Black Marina Eraković                | 6-2, 6-4         |
| 5. | 13 gennaio 2017 | Sydney International, Sydney     | Cemento     | Tímea Babos          | Sania Mirza Barbora Strýcová              | 6-4, 6-4         |
| 6. | 15 maggio 2022  | Internazionali d'Italia, Roma    | Terra rossa | Veronika Kudermetova | Gabriela Dabrowski Giuliana Olmos         | 1-6, 6-4, [10-7] |

#### Sconfitte (4)
| Legenda              | Legenda               | Legenda      |
| -------------------- | --------------------- | ------------ |
| Grande Slam (0)      |                       |              |
| Argenti Olimpici (0) |                       |              |
| WTA Finals (0)       |                       |              |
| WTA Elite Trophy (0) |                       |              |
| Prima del 2009       | Dal 2009 al 2020      | Dal 2021     |
| Tier I (0)           | Premier Mandatory (0) | WTA 1000 (0) |
| Tier II (0)          | Premier 5 (0)         | WTA 1000 (0) |
| Tier III (0)         | Premier (1)           | WTA 500 (1)  |
| Tier IV (1)          | International (1)     | WTA 250 (0)  |
| Tier V (0)           | International (1)     | WTA 250 (0)  |

| N. | Data            | Torneo                           | Superficie      | Compagna         | Avversarie in finale               | Punteggio           |
| 1. | 13 luglio 2008  | Palermo Ladies Open, Palermo     | Terra rossa     | Alla Kudrjavceva | Nuria Llagostera Vives Sara Errani | 6-2, 6(1)-7, [4-10] |
| 2. | 13 giugno 2015  | Rosmalen Open, 's-Hertogenbosch  | Erba            | Jelena Janković  | Asia Muhammad Laura Siegemund      | 3-6, 5-7            |
| 3. | 28 aprile 2019  | Stuttgart Open, Stoccarda        | Terra rossa (i) | Lucie Šafářová   | Mona Barthel Anna-Lena Friedsam    | 6-2, 3-6, [6-10]    |
| 4. | 13 gennaio 2023 | Adelaide International, Adelaide | Cemento         | Elena Rybakina   | Luisa Stefani Taylor Townsend      | 5-7, 6(3)-7         |

### Doppio misto

#### Vittorie (1)
| Legenda                 |
| ----------------------- |
| Australian Open (0)     |
| Open di Francia (0)     |
| Torneo di Wimbledon (0) |
| US Open (0)             |
| Ori Olimpici (1)        |

| N. | Anno           | Torneo                 | Superficie | Compagno      | Avversari in finale         | Punteggio            |
| 1. | 1º agosto 2021 | Giochi olimpici, Tokyo | Cemento    | Andrej Rublëv | Elena Vesnina Aslan Karacev | 6-3, 6(5)-7, [13-11] |

## Circuito WTA 125

### Singolare

#### Sconfitte (1)
| N. | Data           | Torneo                           | Superficie  | Avversaria in finale | Punteggio |
| 1. | 16 luglio 2023 | Grand Est Open 88, Contrexéville | Terra rossa | Arantxa Rus          | 3-6, 3-6  |

## Statistiche ITF

### Singolare

#### Vittorie (5)
| Torneo $100.000 (2) |
| Torneo $80.000 (0)  |
| Torneo $75.000 (0)  |
| Torneo $60.000 (0)  |
| Torneo $50.000 (0)  |
| Torneo $25.000 (2)  |
| Torneo $15.000 (0)  |
| Torneo $10.000 (1)  |

| N. | Data            | Torneo                                                 | Superficie    | Avversaria in finale | Punteggio     |
| 1. | 14 maggio 2006  | Trofeo Società Gestioni Energetiche, Casale Monferrato | Terra rossa   | Stefania Chieppa     | 3-6, 6-3, 6-4 |
| 2. | 9 marzo 2008    | Pavlov Cup, Minsk                                      | Sintetico (i) | Nikola Fraňková      | 6-0, 6-1      |
| 3. | 30 marzo 2008   | Spring Cup, Mosca                                      | Cemento (i)   | Kacjaryna Dzehalevič | 6-0, 6-2      |
| 4. | 26 ottobre 2008 | Internationaux Féminins de la Vienne, Poitiers         | Cemento (i)   | Julie Coin           | 6-4, 6-3      |
| 5. | 2 novembre 2008 | Slovak Open, Bratislava                                | Cemento (i)   | Michaëlla Krajicek   | 6-3, 6-1      |

#### Sconfitte (1)
| Torneo $100.000 (0) |
| Torneo $80.000 (0)  |
| Torneo $75.000 (0)  |
| Torneo $60.000 (0)  |
| Torneo $50.000 (0)  |
| Torneo $25.000 (1)  |
| Torneo $15.000 (0)  |
| Torneo $10.000 (0)  |

| N. | Data            | Torneo                     | Superficie    | Avversaria in finale | Punteggio |
| 1. | 5 novembre 2006 | Belarus Ladies Open, Minsk | Sintetico (i) | Evgenija Rodina      | 4–6, 3–6  |

### Doppio

#### Vittorie (8)
| Torneo $100.000 (1) |
| Torneo $80.000 (0)  |
| Torneo $75.000 (1)  |
| Torneo $60.000 (0)  |
| Torneo $50.000 (1)  |
| Torneo $25.000 (5)  |
| Torneo $15.000 (0)  |
| Torneo $10.000 (0)  |

| N. | Data             | Torneo                                                | Superficie  | Compagna           | Avversarie in finale                   | Punteggio        |
| 1. | 26 marzo 2006    | Neva Cup, San Pietroburgo                             | Cemento (i) | Yulia Solonitskaya | Julija Bejhel'zymer Alla Kudrjavceva   | 6-1, 6-4         |
| 2. | 29 ottobre 2006  | Gubernator Cup, Podol'sk                              | Cemento (i) | Evgenija Rodina    | Vasilisa Davydova Kacjaryna Dzehalevič | 6-1, 6-2         |
| 3. | 29 luglio 2007   | Open GDF SUEZ des Contamines-Montjoie, Les Contamines | Cemento     | Yanina Wickmayer   | Petra Cetkovská Sandra Záhlavová       | w/o              |
| 4. | 11 novembre 2007 | MTB Bank, Minsk                                       | Cemento     | Alla Kudrjavceva   | Vesna Manasieva Ekaterina Ivanova      | 6-0, 6-2         |
| 5. | 25 novembre 2007 | Internationaux Féminins de la Vienne, Poitiers        | Cemento (i) | Alla Kudrjavceva   | Klaudia Jans-Ignacik Alicja Rosolska   | 2-6, 6-4, [10-1] |
| 6. | 17 marzo 2008    | Neva Cup, San Pietroburgo                             | Cemento (i) | Nikola Fraňková    | Nina Bratčikova Vasilisa Davydova      | 6-2, 6-2         |
| 7. | 24 marzo 2008    | Spring Cup, Mosca                                     | Cemento (i) | Nikola Fraňková    | Marina Šamajko Sofia Šapatava          | 6-3, 6-2         |
| 8. | 6 aprile 2008    | Koddaert Ladies Open, Torhout                         | Cemento (i) | Yanina Wickmayer   | Stéphanie Cohen-Aloro Selima Sfar      | 6-4, 4-6, [10-8] |

#### Sconfitte (2)
| Torneo $100.000 (1) |
| Torneo $80.000 (0)  |
| Torneo $75.000 (0)  |
| Torneo $60.000 (0)  |
| Torneo $50.000 (0)  |
| Torneo $25.000 (0)  |
| Torneo $15.000 (0)  |
| Torneo $10.000 (1)  |

| N. | Data           | Torneo                                                          | Superficie  | Compagna            | Avversarie in finale                  | Punteggio |
| 1. | 14 maggio 2006 | Trofeo Società Gestioni Energetiche, Casale                     | Terra rossa | Irina Smirnova      | Giulia Gatto-Monticone Dar'ja Kustova | 2–6, 2–6  |
| 2. | 29 aprile 2007 | Open GDF SUEZ de Cagnes-sur-Mer Alpes-Maritimes, Cagnes-sur-Mer | Terra rossa | Katarína Kachlíková | Aurélie Védy Timea Bacsinszky         | 5–7, 5–7  |

## Grand Slam Junior

### Singolare

#### Vittorie (3)
| Tornei del Grande Slam  |
| ----------------------- |
| Australian Open (2)     |
| Open di Francia (0)     |
| Torneo di Wimbledon (0) |
| US Open (1)             |

| N. | Data             | Torneo                         | Superficie | Avversario in finale | Punteggio      |
| 1. | 28 gennaio 2006  | Australian Open, Melbourne     | Cemento    | Caroline Wozniacki   | 1-6, 6-3, 6-2  |
| 2. | 9 settembre 2006 | US Open, New York              | Cemento    | Tamira Paszek        | 3-6, 6-4, 7-5  |
| 3. | 27 gennaio 2007  | Australian Open, Melbourne (2) | Cemento    | Madison Brengle      | 7-6(6), 7-6(3) |

#### Sconfitte (1)
| Tornei del Grande Slam  |
| ----------------------- |
| Australian Open (0)     |
| Open di Francia (1)     |
| Torneo di Wimbledon (0) |
| US Open (0)             |

| N. | Data           | Torneo                  | Superficie  | Avversario in finale | Punteggio |
| 1. | 10 giugno 2006 | Open di Francia, Parigi | Terra rossa | Agnieszka Radwańska  | 4-6, 1-6  |

### Doppio

#### Vittorie (5)
| Tornei del Grande Slam  |
| ----------------------- |
| Australian Open (2)     |
| Open di Francia (1)     |
| Torneo di Wimbledon (2) |
| US Open (0)             |

| N. | Data            | Torneo                          | Superficie  | Compagna          | Avversarie in finale                   | Punteggio        |
| 1. | 28 gennaio 2006 | Australian Open, Melbourne      | Cemento     | Sharon Fichman    | Alizé Cornet Corinna Dentoni           | 6-2, 6-2         |
| 2. | 10 giugno 2006  | Open di Francia, Parigi         | Terra rossa | Sharon Fichman    | Agnieszka Radwańska Caroline Wozniacki | 6(4)-7, 6-2, 6-1 |
| 3. | 8 luglio 2006   | Torneo di Wimbledon, Londra     | Erba        | Alisa Klejbanova  | Kristina Antonijčuk Alexandra Dulgheru | 6-1, 6-2         |
| 4. | 14 luglio 2007  | Torneo di Wimbledon, Londra (2) | Erba        | Urszula Radwańska | Misaki Doi Kurumi Nara                 | 6-4, 2-6, [10-7] |
| 5. | 26 gennaio 2008 | Australian Open, Melbourne (2)  | Cemento     | Ksenija Lykina    | Elena Bogdan Misaki Doi                | 6-0, 6-4         |

#### Sconfitte (1)
| Tornei del Grande Slam  |
| ----------------------- |
| Australian Open (0)     |
| Open di Francia (0)     |
| Torneo di Wimbledon (0) |
| US Open (1)             |

| N. | Data             | Torneo            | Superficie | Compagna       | Avversarie in finale                  | Punteggio |
| 1. | 9 settembre 2006 | US Open, New York | Cemento    | Sharon Fichman | Mihaela Buzărnescu Ioana Raluca Olaru | 5-7, 2-6  |

## Risultati in progressione
| V | F | SF | QF | #T | RR | Q# | A | ND |

(V) Torneo vinto; raggiunto (F) finale, (SF) semifinale, (QF) quarti di finale, (#T) turni 4, 3, 2, 1; (RR) round - robin; (Q#) Turno di qualificazione; (A) assente dal torneo; (ND) torneo non disputato.

### Singolare
Aggiornato a fine WTA Tour 2023. 
| Torneo             | 2007 | 2008 | 2009 | 2010 | 2011 | 2012 | 2013 | 2014 | 2015 | 2016 | 2017 | 2018 | 2019 | 2020 | 2021 | 2022 | 2023 | V–S   |
| ------------------ | ---- | ---- | ---- | ---- | ---- | ---- | ---- | ---- | ---- | ---- | ---- | ---- | ---- | ---- | ---- | ---- | ---- | ----- |
| Tornei dello Slam  |      |      |      |      |      |      |      |      |      |      |      |      |      |      |      |      |      |       |
| Australian Open    | Q3   | Q2   | 1T   | 2T   | 3T   | 2T   | 1T   | 3T   | 1T   | 1T   | QF   | 2T   | QF   | QF   | 1T   | 3T   | 1T   | 21-15 |
| Open di Francia    | A    | 2T   | 3T   | 3T   | QF   | 3T   | 2T   | 2T   | 1T   | 3T   | 2T   | 2T   | 1T   | 2T   | F    | A    | QF   | 28–15 |
| Wimbledon          | 1T   | 3T   | 2T   | 3T   | 2T   | 2T   | 1T   | 1T   | 2T   | QF   | 1T   | 1T   | 1T   | ND   | 3T   | A    | A    | 14–14 |
| US Open            | Q2   | 2T   | 1T   | 4T   | QF   | 2T   | 3T   | 2T   | 2T   | 3T   | 1T   | 1T   | 2T   | A    | 4T   | A    | 2T   | 20–14 |
| Vittorie–Sconfitte | 0–1  | 4–3  | 3–4  | 8–4  | 11–4 | 5–4  | 3–4  | 4–4  | 2–4  | 8–4  | 5-4  | 2-4  | 5-4  | 5-2  | 11-4 | 2-1  | 5-3  | 83–58 |

## Vittorie contro giocatrici top 10
| Stagione | 2009 | 2010 | 2011 | 2012 | 2013 | 2014 | 2015 | 2016 | 2017 | 2018 | 2019 | 2020 | 2021 | 2022 | 2023 | 2024 | Totale |
| -------- | ---- | ---- | ---- | ---- | ---- | ---- | ---- | ---- | ---- | ---- | ---- | ---- | ---- | ---- | ---- | ---- | ------ |
| Vittorie | 4    | 1    | 4    | 1    | 3    | 6    | 2    | 1    | 4    | 2    | 4    | 2    | 2    | 0    | 0    | 2    | 38     |

| #    | Giocatrice              | Ranking | Evento                               | Superficie      | Turno | Punteggio        | Rank. APR |
| ---- | ----------------------- | ------- | ------------------------------------ | --------------- | ----- | ---------------- | --------- |
| 2009 |                         |         |                                      |                 |       |                  |           |
| 1.   | Jelena Janković         | 3       | Indian Wells Open, Indian Wells      | Cemento         | 2T    | 6–4, 6–4         | 42        |
| 2.   | Agnieszka Radwańska     | 10      | Indian Wells Open, Indian Wells      | Cemento         | QF    | 7–6(8), 6–4      | 42        |
| 3.   | Venus Williams          | 3       | Pan Pacific Open, Tokyo              | Cemento         | 2T    | 7–6(6), 7–5      | 40        |
| 4.   | Venus Williams (2)      | 3       | China Open, Pechino                  | Cemento         | 2T    | 3–6, 6–1, 6–4    | 39        |
| 2010 |                         |         |                                      |                 |       |                  |           |
| 5.   | Elena Dement'eva        | 6       | Cincinnati Open, Cincinnati          | Cemento         | 2T    | 6–1, 6–3         | 25        |
| 2011 |                         |         |                                      |                 |       |                  |           |
| 6.   | Jelena Janković (2)     | 6       | Monterrey Open, Monterrey            | Cemento         | F     | 2–6, 6–2, 6–3    | 19        |
| 7.   | Samantha Stosur         | 8       | Madrid Open, Madrid                  | Terra rossa     | 3T    | 7–6(4), 6–3      | 21        |
| 8.   | Vera Zvonarëva          | 3       | Open di Francia, Parigi              | Terra rossa     | 4T    | 7–6(4), 2–6, 6–2 | 15        |
| 9.   | Francesca Schiavone     | 8       | US Open, New York                    | Cemento         | 4T    | 5–7, 6–3, 6–4    | 16        |
| 2012 |                         |         |                                      |                 |       |                  |           |
| 10.  | Caroline Wozniacki      | 8       | Cincinnati Open, Cincinnati          | Cemento         | 3T    | 6–4, 6–4         | 23        |
| 2013 |                         |         |                                      |                 |       |                  |           |
| 11.  | Petra Kvitová           | 8       | Brisbane International, Brisbane     | Cemento         | 2T    | 6–4, 7–5         | 36        |
| 12.  | Angelique Kerber        | 5       | Brisbane International, Brisbane     | Cemento         | QF    | 7–6(3), 7–6(3)   | 36        |
| 13.  | Angelique Kerber (2)    | 6       | Monterrey Open, Monterrey            | Cemento         | F     | 4–6, 6–2, 6–4    | 26        |
| 2014 |                         |         |                                      |                 |       |                  |           |
| 14.  | Angelique Kerber (3)    | 9       | Open Gaz de France, Parigi           | Cemento (i)     | QF    | 5–7, 6–3, 7–6(3) | 26        |
| 15.  | Marija Šarapova         | 5       | Open Gaz de France, Parigi           | Cemento (i)     | SF    | 4–6, 6–3, 6–4    | 26        |
| 16.  | Sara Errani             | 7       | Open Gaz de France, Parigi           | Cemento (i)     | F     | 3–6, 6–2, 6–3    | 26        |
| 17.  | Jelena Janković (3)     | 7       | Madrid Open, Madrid                  | Terra rossa     | 2T    | 6–2, 5–7, 7–6(3) | 26        |
| 18.  | Agnieszka Radwańska (2) | 4       | Eastbourne International, Eastbourne | Erba            | 1T    | 6–4, 3–6, 7–6(4) | 26        |
| 19.  | Ana Ivanović            | 10      | Wuhan Open, Wuhan                    | Cemento         | 1T    | 7–5, 6–5 rit.    | 30        |
| 2015 |                         |         |                                      |                 |       |                  |           |
| 20.  | Flavia Pennetta         | 7       | China Open, Pechino                  | Cemento         | 3T    | 3–6, 6–4, 6–3    | 32        |
| 21.  | Lucie Šafářová          | 9       | Kremlin Cup, Mosca                   | Cemento (i)     | 2T    | 6–1, 6–7(2), 6–3 | 31        |
| 2016 |                         |         |                                      |                 |       |                  |           |
| 22.  | Agnieszka Radwańska (3) | 4       | Canadian Open, Montréal              | Cemento         | 3T    | 6–4, 6–7(3), 6–1 | 19        |
| 2017 |                         |         |                                      |                 |       |                  |           |
| 23.  | Svetlana Kuznecova      | 9       | Sydney International, Sydney         | Cemento         | 2T    | 7–5, 6–3         | 27        |
| 24.  | Svetlana Kuznecova (2)  | 10      | Australian Open, Melbourne           | Cemento         | 4T    | 6–3, 6–3         | 27        |
| 25.  | Dominika Cibulková      | 5       | Indian Wells Open, Indian Wells      | Cemento         | 4T    | 6–4, 3–6, 6–2    | 21        |
| 26.  | Angelique Kerber (4)    | 1       | Monterrey Open, Monterrey            | Cemento         | F     | 6–4, 2–6, 6–1    | 16        |
| 2018 |                         |         |                                      |                 |       |                  |           |
| 27.  | Garbiñe Muguruza        | 3       | Stuttgart Open, Stoccarda            | Terra rossa (i) | 2T    | 7–5, rit.        | 27        |
| 28.  | Petra Kvitová (2)       | 5       | Wuhan Open, Wuhan                    | Cemento         | 3T    | 3–6, 6–3, 6–3    | 39        |
| 2019 |                         |         |                                      |                 |       |                  |           |
| 29.  | Kiki Bertens            | 9       | Australian Open, Melbourne           | Cemento         | 2T    | 3–6, 6–3, 6–3    | 44        |
| 30.  | Sloane Stephens         | 5       | Australian Open, Melbourne           | Cemento         | 4T    | 6–7(3), 6–3, 6–3 | 44        |
| 31.  | Aryna Sabalenka         | 9       | Canadian Open, Toronto               | Cemento         | 1T    | 3–6, 6–3, 7–5    | 44        |
| 32.  | Kiki Bertens (2)        | 8       | Pan Pacific Open, Tokyo              | Cemento         | 2T    | 6–1, 7–5         | 41        |
| 2020 |                         |         |                                      |                 |       |                  |           |
| 33.  | Karolína Plíšková       | 2       | Australian Open, Melbourne           | Cemento         | 3T    | 7–6(4), 7–6(3)   | 30        |
| 34.  | Belinda Bencic          | 4       | Dubai Tennis Championships, Dubai    | Cemento         | 1T    | 1–6, 6–1, 6–1    | 31        |
| 2021 |                         |         |                                      |                 |       |                  |           |
| 35.  | Karolína Plíšková (2)   | 9       | Madrid Open, Madrid                  | Terra rossa     | 2T    | 6–0, 7–5         | 41        |
| 36.  | Aryna Sabalenka (2)     | 4       | Open di Francia, Parigi              | Terra rossa     | 3T    | 6–4, 2–6, 6–0    | 32        |
| 2024 |                         |         |                                      |                 |       |                  |           |
| 37.  | Markéta Vondroušová     | 8       | Qatar Ladies Open, Doha              | Cemento         | 3T    | 7-5, 6-3         | 32        |
| 38.  | Zheng Qinwen            | 7       | Cincinnati Open, Cincinnati          | Cemento         | 3T    | 7-5, 6-1         | 28        |